# Могильов
Могильо́в (біл. Магілё́ў, Mahilioŭ, рос. Могилёв) або Могилі́в — місто на сході Білорусі, адміністративний центр Могильовської області і Могильовського району. Місто розташоване на річці Дніпро. Третє місто за розмірами в Білорусі, після Мінська і Гомеля.

## Історія
Виникло місто на високій кручі Дніпра при впадінні в нього річки Дубровенки: уперше згадується у 1267 році. Тут було закладено замок, навколо якого протягом наступних століть сформувалося місто, що згодом входило до складу Київської Русі, Великого князівства Литовського та Речі Посполитої.
Численні війни, що прокотилися територією Білорусі, неодноразово руйнували саме місто, проте його фортеця вистояла: її нечисленні споруди, що витримали до наших днів, є основними пам'ятками старого Могилева. У Білорусі не було міста, що, подібно до Могилева, мало б три пояси укріплень. З плином часу місто перетворився у великий торговельний і ремісничий центр з ефективною системою оборонних укріплень.
У 1655 році місто намагалися взяти війська Речі Посполитої. Під час облоги на бік поляків і литвинів переходить Костянтин Вацлав Поклонський разом з 400 козаками. У травні керівники армії Речі Посполитої були налякані загонами Івана Золотаренка і зняли облогу.
1661 року, у результаті повстання, 7-тисячний московський гарнізон було знищено, за що місто отримало герб і магдебурзьке право. При першому поділу Речі Посполитої місто відійшло до Російської імперії — і стало центром Могильовської губернії.
1812 року 12 км на південний захід від Могилева стався бій між військами 7-го піхотного корпусу російської армії під командуванням генерал-лейтенанта Раєвського та наполеонівськими французькими військами під командуванням маршала Даву.
Під час Першої світової війни з серпня 1915 по листопад 1917 роки в Могильові в будівлі нинішнього краєзнавчого музею була Ставка Верховного головномандувача, у місті жив імператор Микола II.
У 1938 році у зв'язку з проектом перенесення столиці БРСР в Могильові почалася масштабна реконструкція міста. Збудовано Будинок Рад, кінотеатр «Радзіма» («Батьківщина»), будівля НКВС БРСР (Машинобудівний інститут, зараз — Білорусько-російський університет), великий готель, низка багатоповерхових житлових будинків.
22 червня 1941 року почалася німецько-радянська війна, а наприкінці червня 1941 року німецькі війська були вже в районі Могилева. Сімнадцять днів — від 4 по 21 липня точилися бої в передмістях міста. Оборона Могильова дозволила затримати просування німецьких військ на схід.
Відповідно до перепису населення 1939 року, у Могильові налічувалося 19 715 євреїв — 19,83 % від загального числа жителів. Здебільшого вони були зігнані нацистами в гетто і до 1943 року вбиті — приблизно 12 000 осіб.

## Клімат
Місто знаходиться у зоні, котра характеризується вологим континентальним кліматом з теплим літом. Найтепліший місяць — липень із середньою температурою 18 °C (64.4 °F). Найхолодніший місяць — січень, із середньою температурою -7.6 °С (18.3 °F).
| Клімат Могилева         | Клімат Могилева | Клімат Могилева | Клімат Могилева | Клімат Могилева | Клімат Могилева | Клімат Могилева | Клімат Могилева | Клімат Могилева | Клімат Могилева | Клімат Могилева | Клімат Могилева | Клімат Могилева | Клімат Могилева |
| Показник                | Січ.            | Лют.            | Бер.            | Квіт.           | Трав.           | Черв.           | Лип.            | Серп.           | Вер.            | Жовт.           | Лист.           | Груд.           | Рік             |
| Абсолютний максимум, °C | 9,8             | 12,9            | 19,8            | 29,1            | 32              | 33              | 36,3            | 36,8            | 30,6            | 25,5            | 14,5            | 10,9            | 36,8            |
| Середній максимум, °C   | −3              | −2,5            | 3               | 12              | 18,6            | 21,5            | 23,6            | 22,7            | 16,7            | 9,9             | 2,3             | −2              | 10,2            |
| Середня температура, °C | −7,6            | −6,9            | −2,3            | 5,5             | 12,9            | 16,3            | 18              | 16,5            | 11,6            | 5,4             | −0,1            | −4,9            | 5,4             |
| Середній мінімум, °C    | −7,8            | −8,5            | −4,2            | 2               | 7,3             | 10,8            | 12,7            | 11,6            | 7,1             | 2,6             | −2,3            | −6,6            | 2,1             |
| Абсолютний мінімум, °C  | −37,3           | −34,7           | −35             | −17,7           | −4,4            | −0,7            | 3               | 0,9             | −4,8            | −14,8           | −23,5           | −33,4           | −37,3           |
| Норма опадів, мм        | 43              | 35              | 39              | 47              | 59              | 81              | 86              | 75              | 57              | 54              | 51              | 49              | 676             |
| Днів з опадами          | 22              | 17              | 15              | 14              | 12              | 14              | 15              | 11              | 14              | 17              | 22              | 26              | 199             |
| Днів з дощем            | 8               | 7               | 9               | 12              | 15              | 17              | 15              | 13              | 14              | 15              | 14              | 10              | 149             |
| Днів зі снігом          | 21              | 20              | 13              | 4               | 0,2             | 0               | 0               | 0               | 0,1             | 3               | 12              | 20              | 93              |
| Вологість повітря, %    | 86              | 84              | 81              | 74              | 68              | 71              | 74              | 75              | 80              | 84              | 88              | 89              | 80              |
| ----------------------- | --------------- | --------------- | --------------- | --------------- | --------------- | --------------- | --------------- | --------------- | --------------- | --------------- | --------------- | --------------- | --------------- |
| Джерело: Weatherbase    |                 |                 |                 |                 |                 |                 |                 |                 |                 |                 |                 |                 |                 |

## Населення
| Динаміка зміни чисельності населення Могильова (17—21 ст.ст.) |
| ------------------------------------------------------------- |

| Рік/Роки | Населення, осіб | Рік  | Населення, осіб | Рік  | Населення, осіб |
| -------- | --------------- | ---- | --------------- | ---- | --------------- |
| 1604     | 15 тис.         | 1913 | 69 700          | 1993 | 366 000         |
| 1745     | 10,5 тис.       | 1939 | 99 400          | 1996 | 367 000         |
| 1880     | 40 536          | 1959 | 121 700         | 2006 | 367 700         |
| 1906     | 51 959          | 1973 | 232 000         | 2009 | 372 000         |

## Економіка
Могильов є значним економічним центром Могильовської області.
У Могилеві виробляється понад 45,6 % сукупної вартості валової продукції промисловості області і сконцентровано близько 47 % промислово-виробничого персоналу. За підсумками роботи за січень-грудень 2007 року обсяг виробництва промислової продукції в діючих цінах склав 3900,0 млрд білоруських рублів.
У галузевій структурі промислового комплексу Могилева домінуючими галузями є хімічна і нафтохімічна (32,3 %), машинобудування і металообробка (30,3 %), харчова (12,1 %), легка (10,9 %), які визначають практично весь зовнішньоторговельний оборот міста.
Відомі промислово-виробничі об'єкти міста:
- «Могильовхімволокно» — найбільший у Європі комплекс з виготовлення поліефірних волокон і ниток.
- «Бабушкіна кринка» — провідний в Білорусі молочно-переробний концерн.
- «Могильовський желатиновий завод» — провідний, на теренах Східної Європи, комбінат з виробництва желатину та кісткового клею.

## Транспорт

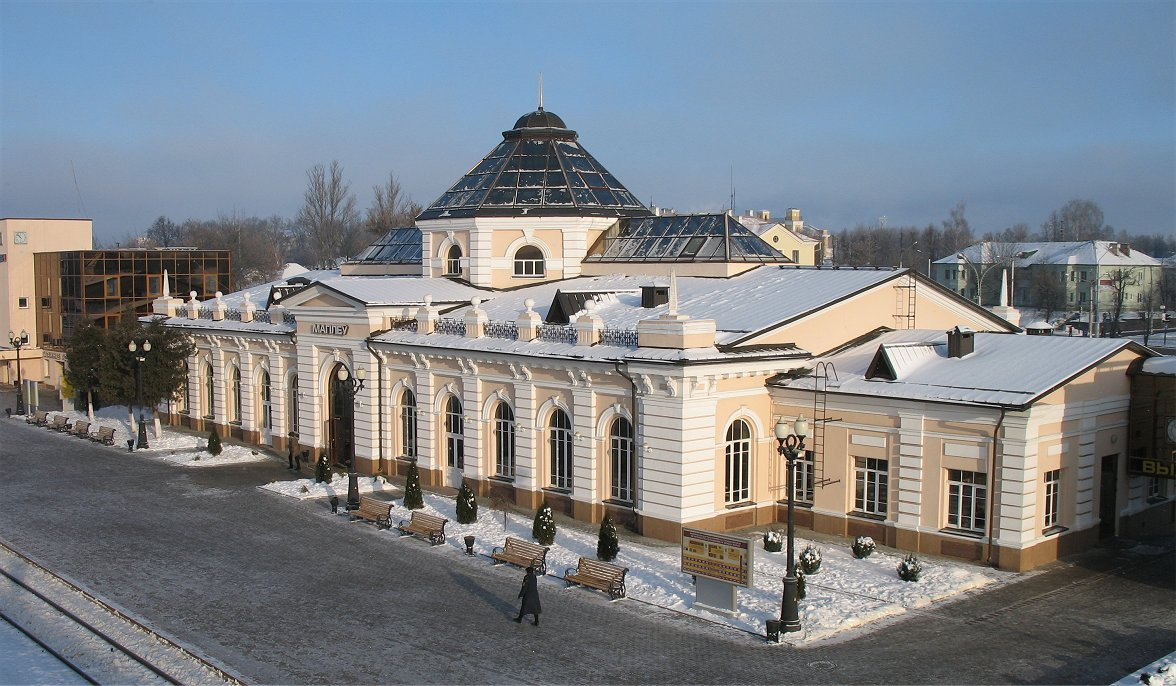
Залізничний вокзал Могильов I

Могильов — значний транспортний вузол. Діє залізничний вокзал, від якого відходять потяги у 4 напрямках: Оршанському, Осиповицькому, Жлобинському, Кричевському.
Біля села Єрмоловичі розташований летовище «Могильов» (переважно здійснює внутрішнє повітряне сполучення).
У центрі міста — автовокзал «Могильов», з якого відправляються міжміські, приміські і частково міські автобусні маршрутні автобуси.
Могильов має розгалужену мережу міського громадського транспорту.

### Автобуси
Автобуси є основним видом міського громадського транспорту в Могильові. На автобуси припадає понад 45 % пасажирських перевезень.
У місті працює близько 130 автобусів за 42 маршрутами, які обслуговуються РУДМАП «Автобусний парк № 1». Основу рухомого складу складають автобуси марок Ікарус, МАЗ, ПАЗ, BOGDAN-Радзіміч, Mercedes.

### Тролейбуси

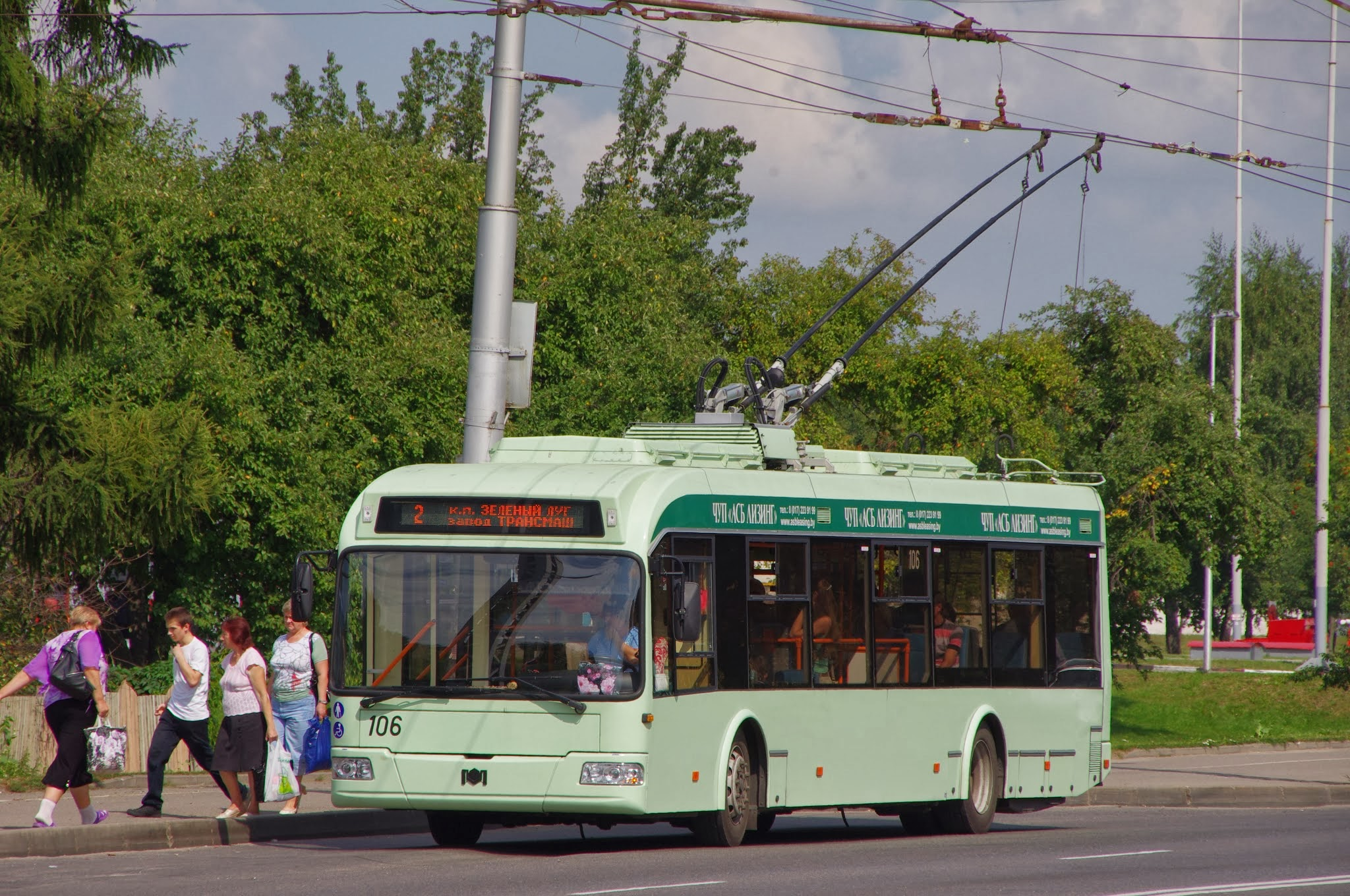
БКМ32102 на маршруті № 2, сел. Робоче

Тролейбусний рух у Могильові відкрився 19 січня 1970 року. На теперішній час діє 12 тролейбусних маршрутів, які обслуговуються МГКУП «Гарэлектратранспарт», на них працюють близько 110 тролейбусів марок ЗіУ-682 і «Белкомунмаш». На тролейбуси припадає понад 40 % пасажирських перевезень у місті.

### Маршрутні таксі
На 39 маршрутах працює близько 630 автобусів малої місткості марок Ford, Mercedes, ГАЗ-Газель та інші. На маршрутні таксобуси припадає 11 % пасажирських перевезень. Деякі міські маршрути мають кінцеві зупинки в приміських населених пунктах.

## Освіта
Серед закладів середньої освіти міста Могильова:
- 38 школ;
- 5 гімназій[13].

Могильовські виші:
- Білорусько-Російський університет;
- Могильовський державний університет імені А. О. Кулешова;
- Могильовський державний університет харчування;
- Білоруський інститут правознавства;
- Інститут підвищення кваліфікації та перепідготовки кадрів Білорусько-Російського університету.

## Культура
Могильов — значний культурний осередок Білорусі, тут працює 2 театри, декілька кінотеатрів, численні музеї, інші заклади культури.

### Театри і кінотеатри
Театри Могильова:
- Могильовський обласний драматичний театр (вул. Первомайська, 7);
- Могильовський обласний театр ляльок (вул. Первомайська, 73).

У місті працює Могильовська обласна філармонія
Могильовські кінотеатри:
- кінотеатр «Ветразь» (вул. Островського, 1);
- кінотеатр «Космос» (пр. Пушкіна, 10);
- кінотеатр «Радзіма» (вул. Ленінська, 47);
- кінотеатр «Чырвоная зорка» (вул. Первомайська, 14).

### Музеї
Музейні заклади в Могильові та околицях:

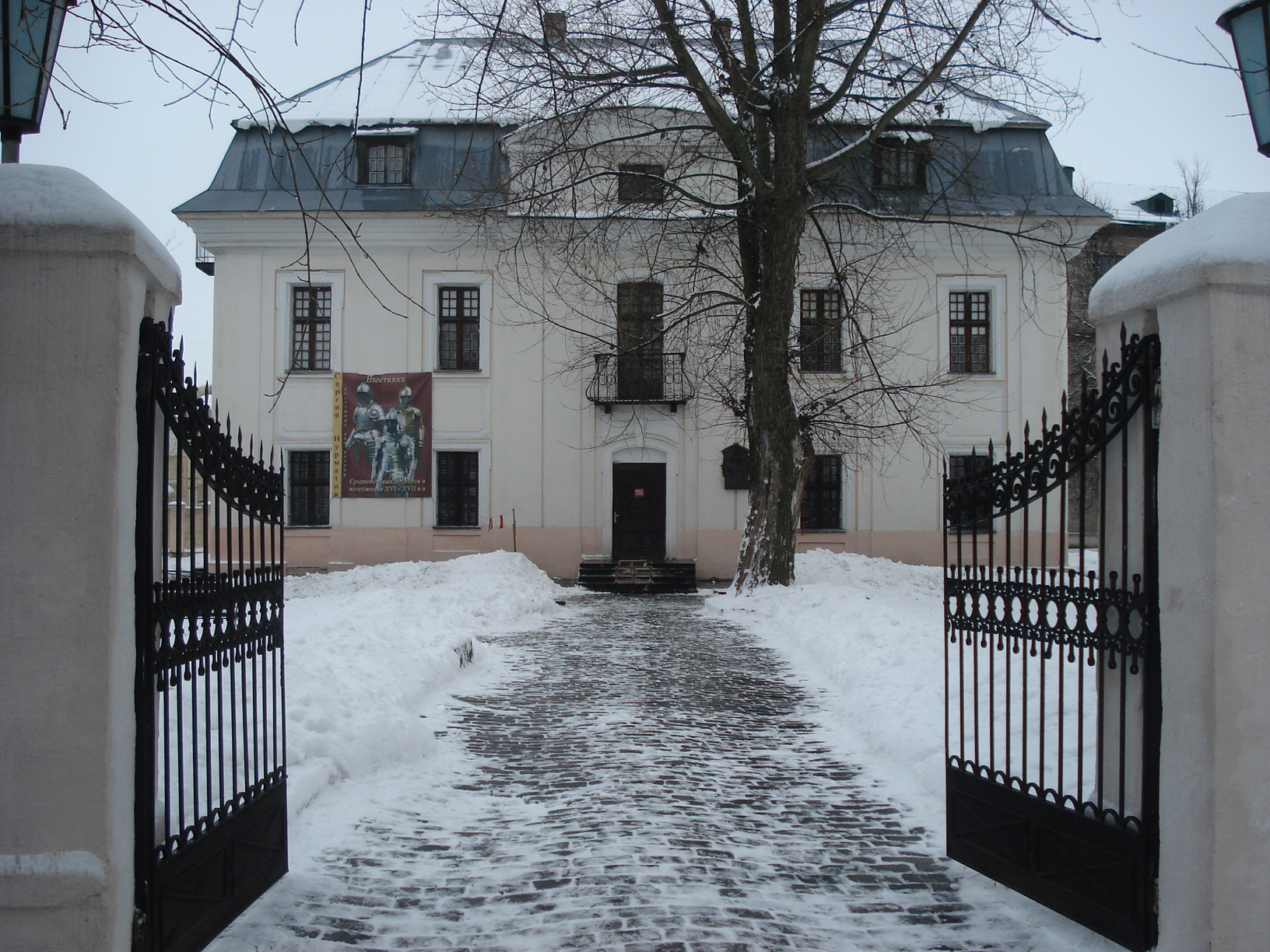
Музей В. К. Бялиницького-Бірулі

- Могильовський краєзнавчий музей (пл. Совєтська, 1);
- Музей В. К. Бялиницького-Бірулі (вул. Ленінська, 37) — міститься в історичній будівлі, садибі купця Антошкевича (1698);
- Музей етнографії (вул. Первомайська, 8);
- Могильовський обласний художній музей імені П. В. Масленикова (вул. Миронова, 33);
- Музей історії Могильова[16] (вул. Ленінська, 13);
  - на правах філії Музею історії Могильова — Меморіальний комплекс «Буйницьке поле» (Буйничі);
- Музей фізичної культури і спорту (провулок 3-й Жовтневий, 8).

### Фестивалі і колективи
Починаючи від 1990-х років в Могильові організовується і проводиться низка постійних культурницьких акцій, заходів та фестивалів, у тому числі і міжнародних. Серед інших, зокрема, фестиваль духовної музики «Могутний Боже» (біл. «Магутны Божа»), естрадний конкурс «Золотий шлягер» (біл. «Залаты шлягер»).
2002 року в місті було створено відомий білоруський музичний гурт Osimira (Осміра), що грає музику на основі фольклору білорусів, а свої виступи супроводжує яскравими етно-шоу у національному колориті. У 2008 році засновані рок-гурти Akute, Nizkiz.

## Спорт

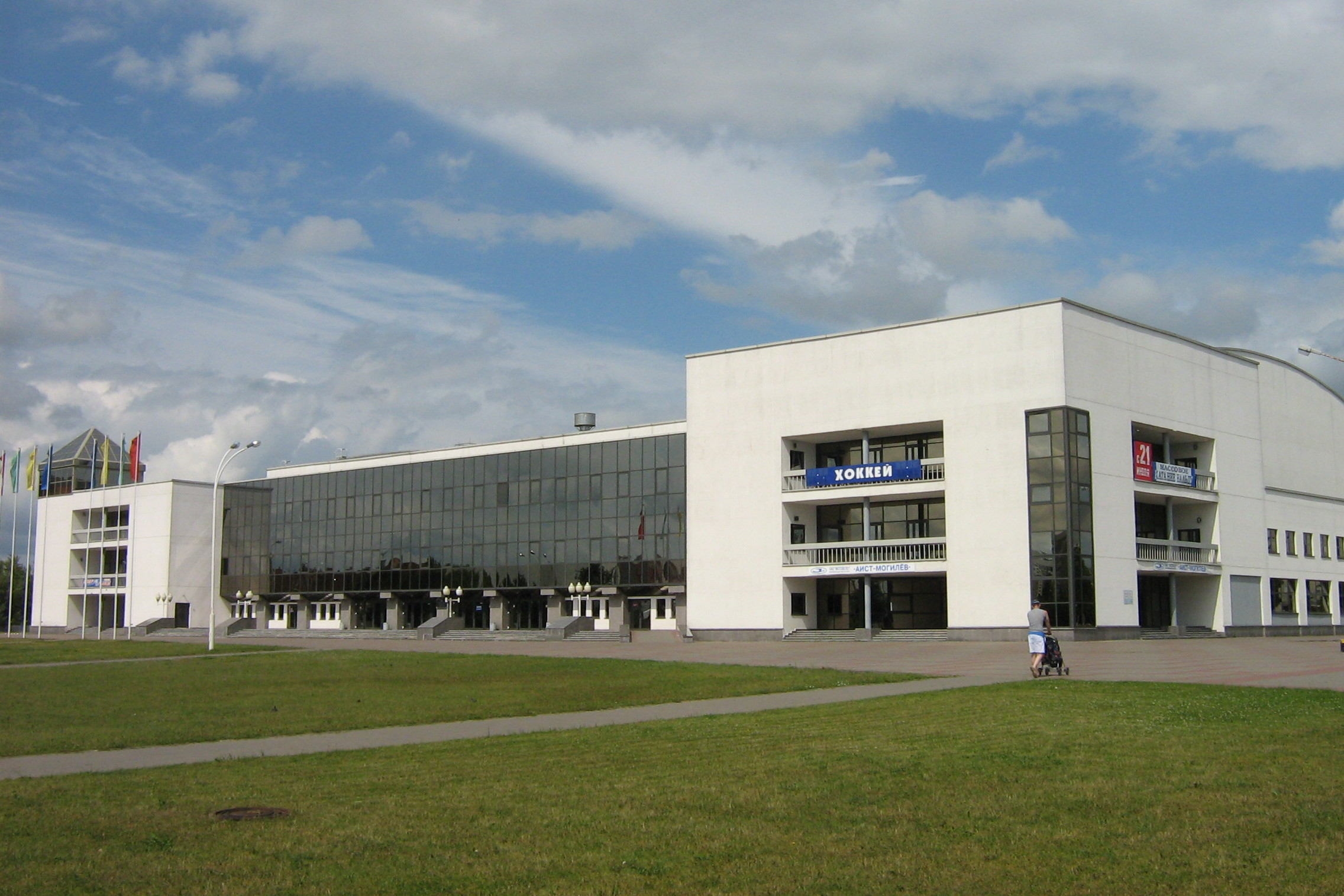
Палац спорту «Могильов»

У місті розвивається декілька видів спорту, зокрема спортивні команди Могильова:
- футбольний клуб «Дняпро» (колишній — «Дняпро-Трансмаш»);
- хокейний клуб «Могильов» (до 13 жовтня 2010 — ХК «Хімволокно»);
- волейбольні команди «Техноприбор» і «Металург-БЕЛА;»
- гандбольний клуб «Машека»;
- баскетбольна команда «Темп».

Головна спортивна арена міста — стадіон «Спартак».
2000 року в місті введено в експлуатацію багатопрофільний сучасний спортивний комплекс Палац спорту «Могильов».

## Архітектура
У Могильові збереглася низка історико-архітектурних пам'яток (хоча деякі й були підірвані у повоєнний час за СРСР).

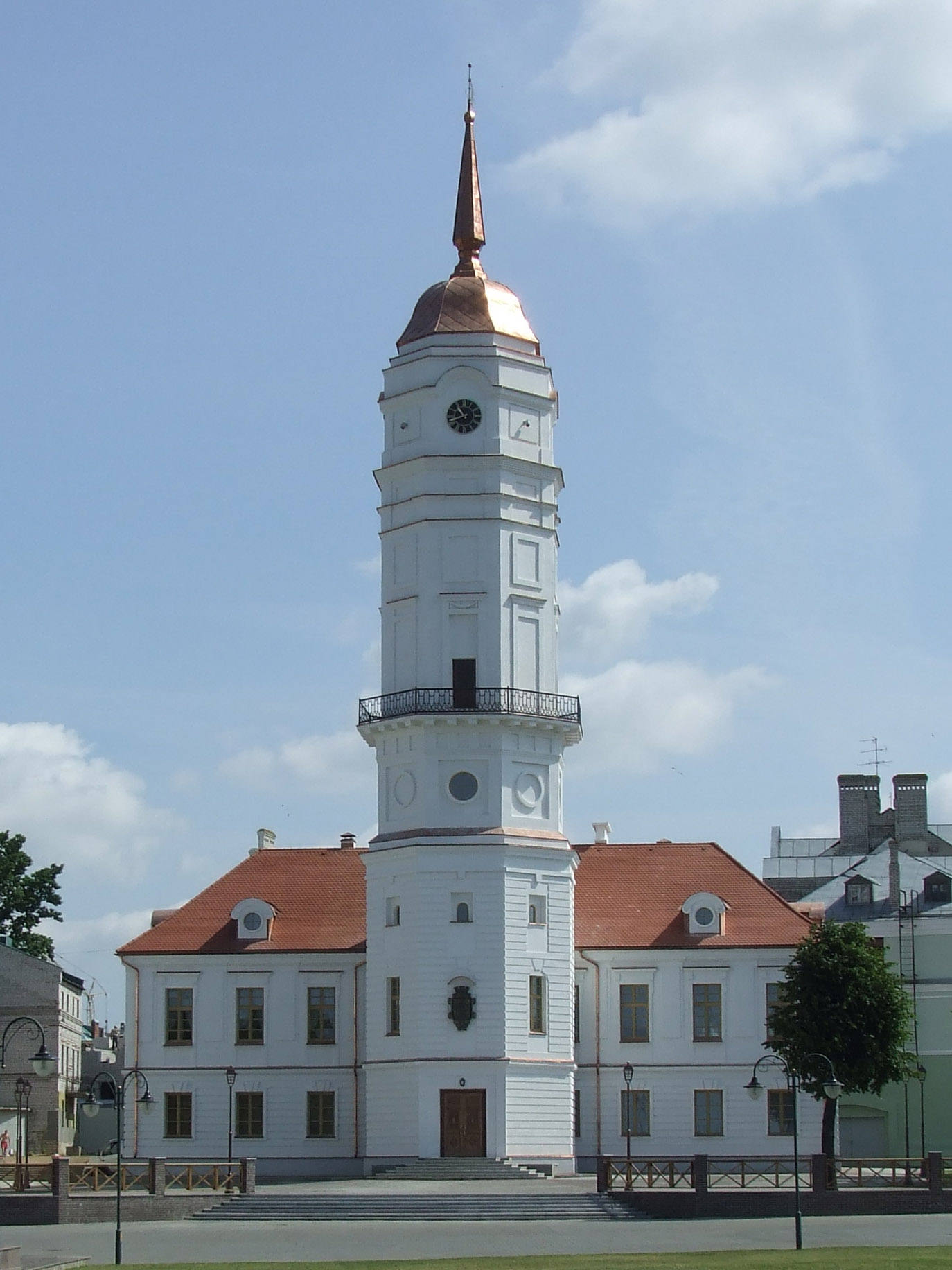
Могильовська ратуша

Історичний центр міста — пішохідна вулиця Ленінська зі збереженими будівлями XVIII—XIX століть.
З культових споруд збереглися:
- діючий православний Микільський монастир (жіночий), заснований 1636 року, з численними спорудами, зокрема центральною Церквою св. Миколая;
- католицький Костел святого Станіслава (у стилі бароко), 1738—52;
- собор Трьох Святителів (кафедральний православний), 1909—11;
- церква Хрестовоздвиженська, XVII ст.;
- церква св. Бориса і Гліба, 1869 та деякі інші.
- костел Святого Казимира

Інші визначні пам'ятки — це драматичний театр, побудований в 1888 році, та будівля залізничного вокзалу, збудованого в 1902 році на Дніпровському проспекті. За свою столітню історію вокзал практично не змінився, хоч і кількаразово його ремонтували: в різні час були побудовані квиткові каси й багажне відділення.
Великою будівлею радянського часу в Могильові став Будинок Рад (арх. Й. Г. Лангбард), що зводився у 1938—40 роки, і є фактично копією столичного Будинку Уряду.
2008 року, вже за незалежної Білорусі, відновлено (повністю відбудовано) будівлю підірваної ще 1957 року Могильовської ратуші.
У Могильові встановлено низку пам'ятників, зокрема і українському поетові Тарасові Шевченку. На Алеї Героїв увічнені імена 104 Героїв Радянського Союзу — уродженців та жителів Могильовської області.

## Міста-побратими
- Віллербанн, Франція (з 1979)
- Габрово, Болгарія (з 1988, продовжений у 2000)
- Влоцлавек, Польща (з 1995)
- Клайпеда, Литва (з 1997)
- Бардіїв, Словаччина (з 1996)
- Айзенах, Німеччина (з 1996)
- Керч, Україна (з 1998)
- Тула, Росія (з 1998)
- Шимкент, Казахстан (з 2000)
- Крагуєваць, Сербія (з 2006)
- Звенигород, Росія (з 2006)

### Колишні
- Южне, Україна (2007-2022)

## Люди
У місті народилися:
- Євлевич Хома Якович — український бароковий поет, гуманіст, релігійний і культурний діяч.
- Кузьковський Йосип Веніамінович (1902—1970) — живописець, графік.
- Лур'є Соломон Якович — український філолог-класик.
- Недзвецький Йосип Маркович (1908–1959) — полярник, Герой Радянського Союзу (1940).
- Писманник Михайло Костянтинович — радянський сценарист.
- Тананайко Ірина Олександрівна (* 1976) — білоруська та українська біатлоністка.
- Христесева Людмила (1978) — шведська художниця-візуалістка білоруського походження.
- Юрченко Аеліта В'ячеславівна (* 1965) — радянська та українська спринтерка, змагалась у бігу та естафеті на 400 метрів.

Мешкали:
- Деньєр Андрій Іванович — російський художник, провів тут молоді роки (закінчив гімназію). Фотограф Тараса Григоровича Шевченка.

## Галерея

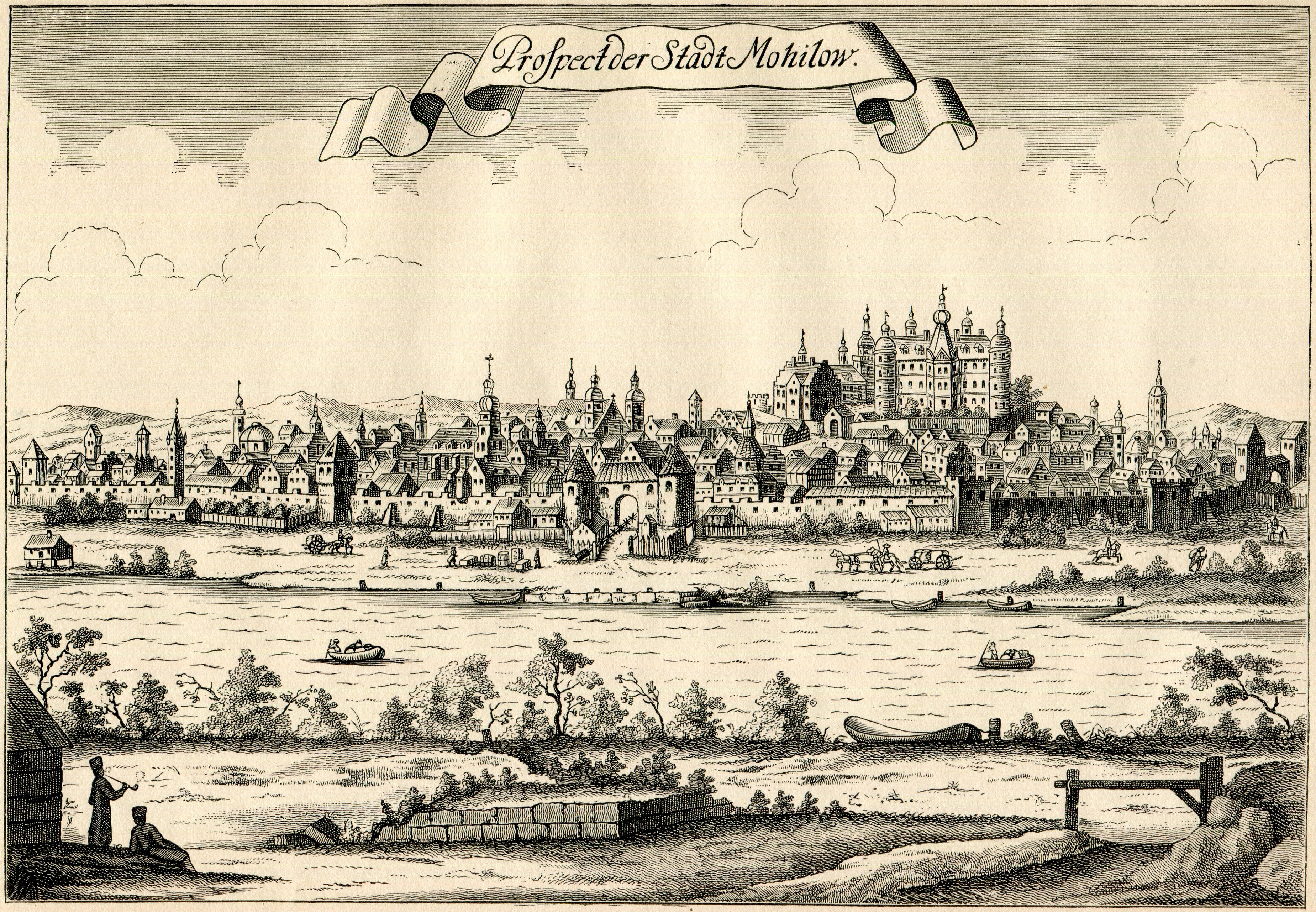
Вигляд на Могильов, гравюра XVIII ст.
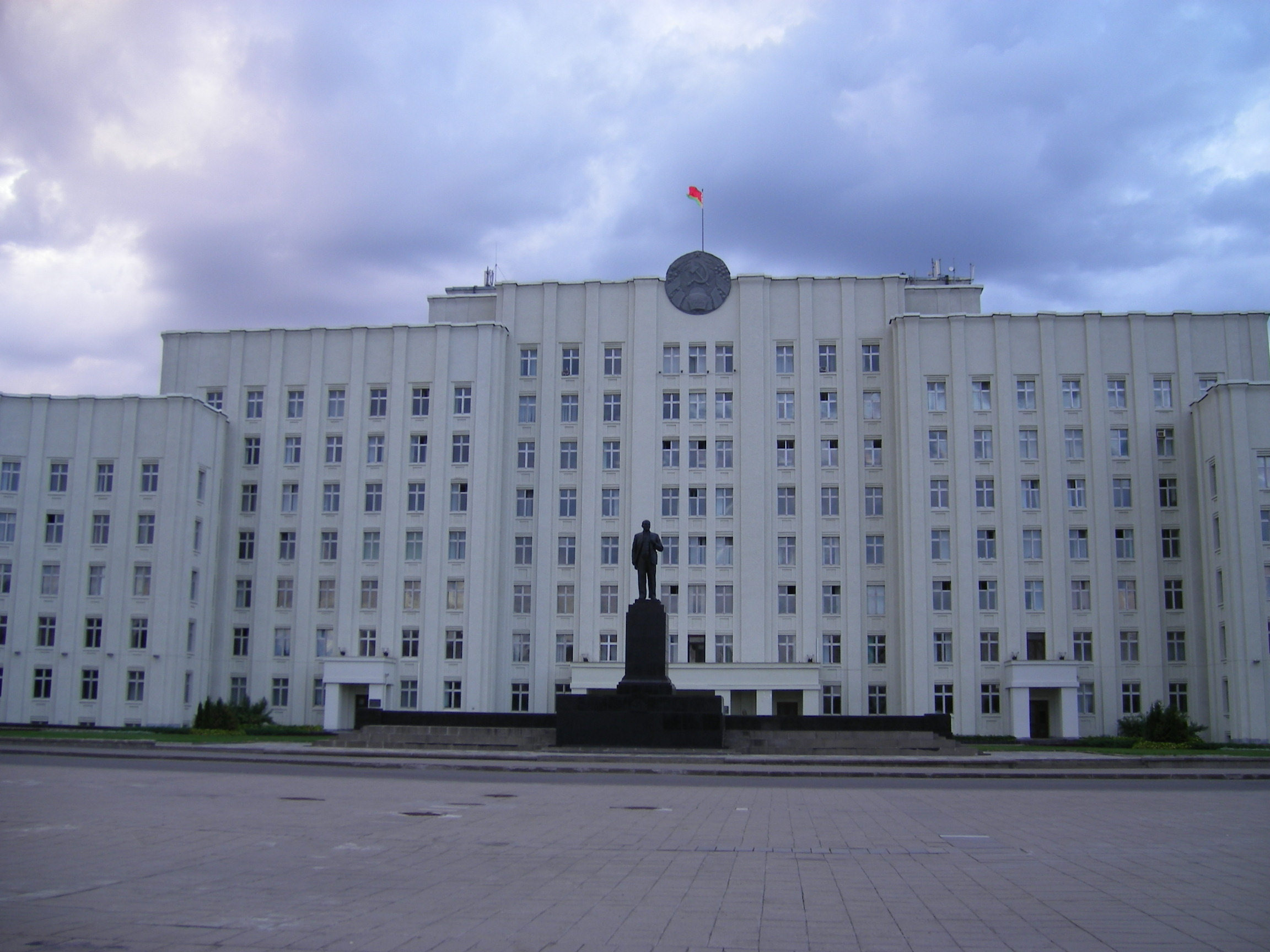
Могильовський обласний виконавчий комітет міститься у величному Будинку Рад
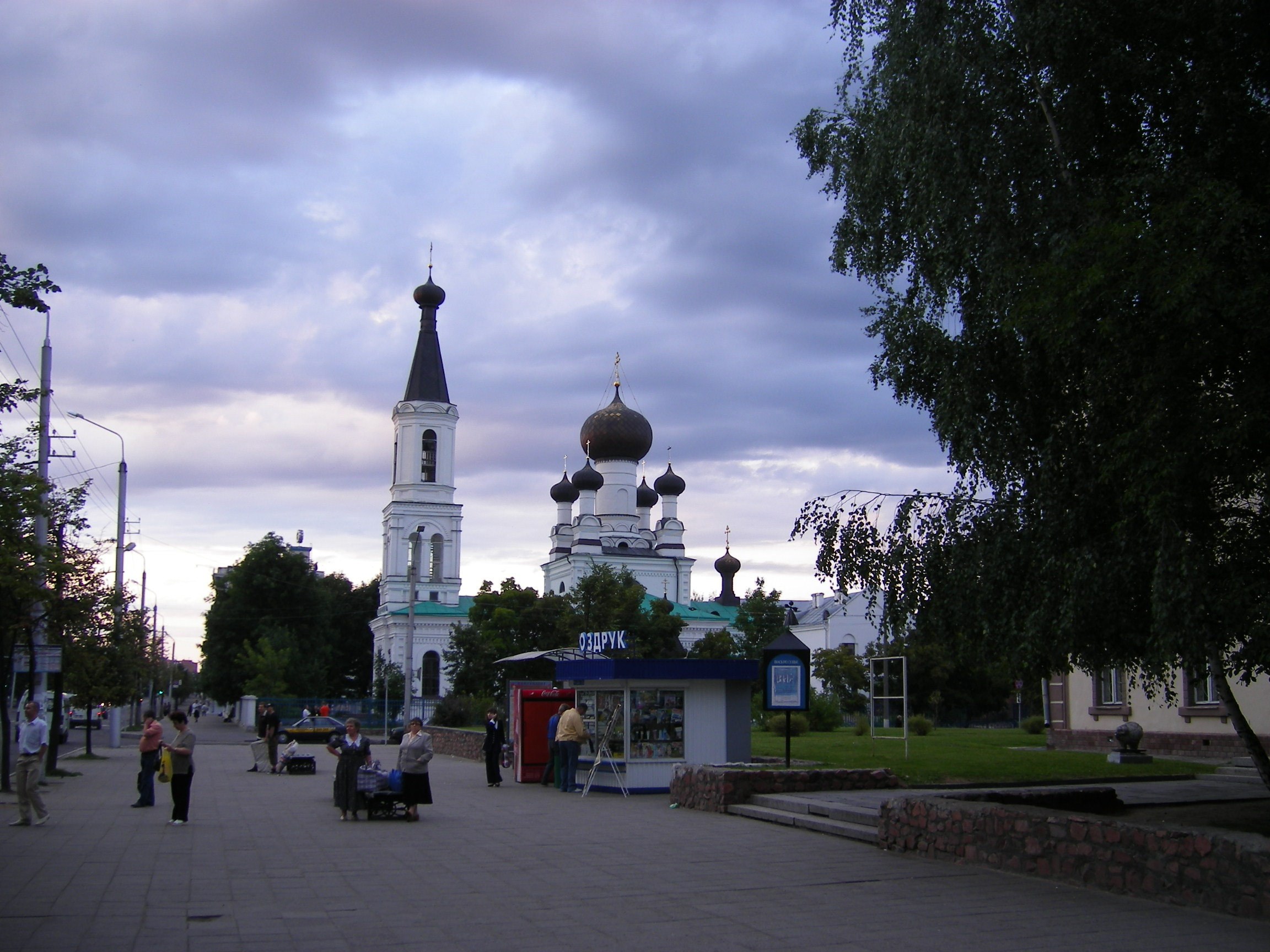
Могильовський катедральний православний собор Трьох Святителів
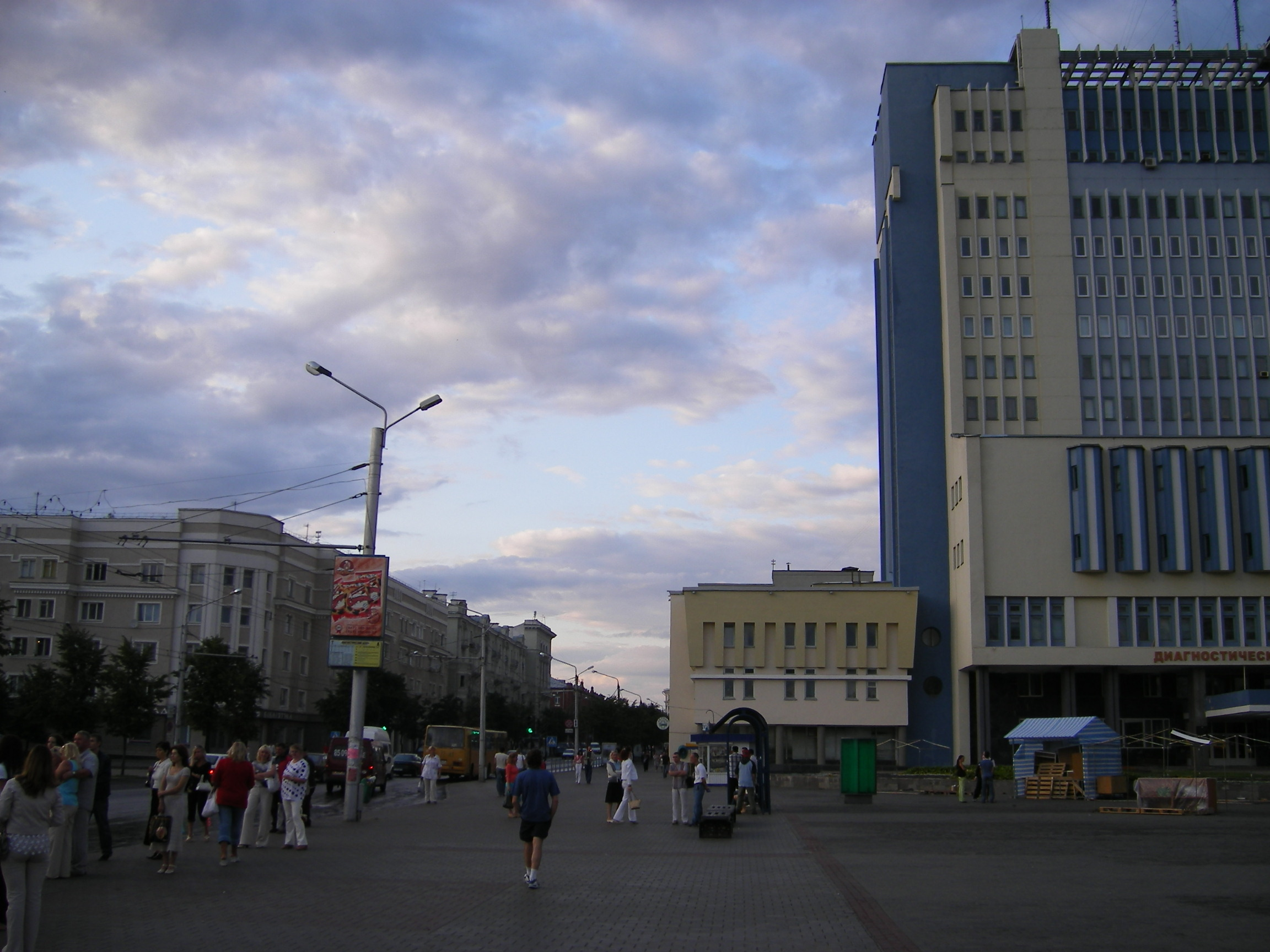
Вулиця Першотравнева